# Kabinett Maier III (Württemberg-Baden)
Das Kabinett Maier III bildete vom 11. Januar 1951 bis 25. April 1952 die Landesregierung von Württemberg-Baden. 
| Amt                                    | Name               | Partei | Partei |
| -------------------------------------- | ------------------ | ------ | ------ |
| Ministerpräsident                      | Reinhold Maier     |        | DVP    |
| Stellvertreter des Ministerpräsidenten | Hermann Veit       |        | SPD    |
| Wirtschaft                             | Hermann Veit       |        | SPD    |
| Inneres                                | Fritz Ulrich       | SPD    |        |
| Justiz                                 | Reinhold Maier     |        | DVP    |
| Kultus und Unterricht                  | Gotthilf Schenkel  |        | SPD    |
| Finanzen                               | Karl Frank         |        | DVP    |
| Arbeit                                 | David Stetter      |        | SPD    |
| Ernährung und Landwirtschaft           | Friedrich Herrmann |        | DVP    |